# Cotoneaster mongolicus
Cotoneaster mongolicus es una especie de planta del género Cotoneaster, perteneciente a la familia Rosaceae.

## Taxonomía
Cotoneaster mongolicus fue descrita por Antonina Poyárkova en 1955.

## Distribución
Se encuentra en el territorio sur de Siberia hasta el sur del Lejano Oriente ruso y el norte y centro de China.